# Santiago López Grobin
Santiago López Grobin (Nono, 9 de febrero de 2006), más conocido como Santi López, es un futbolista argentino que juega como extremo en Rosario Central de la Liga Profesional de Fútbol.

## Trayectoria
Nacido en Nono, provincia de Córdoba, comenzó su carrera en el C. A. Independiente a los once años. El 10 de febrero de 2022 firmó su primer contrato profesional con el club. El 16 de julio de 2023 debutó en la Primera División de Argentina en la victoria por 1-0 ante Central Córdoba de Santiago del Estero.

## Selección nacional
Ha representado a Argentina en la categoría sub-17.

## Estadísticas

### Clubes
Actualizado al último partido disputado el 16 de agosto de 2025.
| Club                          | Div.          | Temporada     | Liga  | Liga  | Liga   | Copas nacionales | Copas nacionales | Copas nacionales | Copas internacionales | Copas internacionales | Copas internacionales | Total | Total | Total  |
| Club                          | Div.          | Temporada     | Part. | Goles | Asist. | Part.            | Goles            | Asist.           | Part.                 | Goles                 | Asist.                | Part. | Goles | Asist. |
| ----------------------------- | ------------- | ------------- | ----- | ----- | ------ | ---------------- | ---------------- | ---------------- | --------------------- | --------------------- | --------------------- | ----- | ----- | ------ |
| C. A. Independiente Argentina | 1.ª           | 2023          | 1     | 0     | 0      | 0                | 0                | 0                | -                     | -                     | -                     | 1     | 0     | 0      |
| C. A. Independiente Argentina | 1.ª           | 2024          | 16    | 1     | 0      | 4                | 1                | 0                | -                     | -                     | -                     | 20    | 2     | 0      |
| C. A. Independiente Argentina | 1.ª           | 2025          | 0     | 0     | 0      | 0                | 0                | 0                | -                     | -                     | -                     | 0     | 0     | 0      |
| C. A. Independiente Argentina | Total club    | Total club    | 17    | 1     | 0      | 4                | 1                | 0                | -                     | -                     | -                     | 21    | 2     | 0      |
| Rosario Central Argentina     | 1.ª           | 2025          | 13    | 2     | 0      | 1                | 0                | 0                | -                     | -                     | -                     | 14    | 2     | 0      |
| Rosario Central Argentina     | Total club    | Total club    | 13    | 2     | 0      | 1                | 0                | 0                | -                     | -                     | -                     | 14    | 2     | 0      |
| Total carrera                 | Total carrera | Total carrera | 30    | 3     | 0      | 5                | 1                | 0                | 0                     | 0                     | 0                     | 35    | 4     | 0      |